# E3 BinckBank Classic 2019
62. edycja wyścigu kolarskiego E3 BinckBank Classic, która odbyła się 29 marca 2019 roku na trasie liczącej 204 km. Start i metę wyścigu wyznaczono w Harelbeke. Wyścig jest częścią UCI World Tour 2019. 

## Uczestnicy

### Drużyny
W wyścigu wzięło udział 25 ekip: osiemnaście drużyn należących do UCI WorldTeams i siedem zespołów zaproszonych przez organizatorów z tzw. "dziką kartą", należących do UCI Professional Continental Teams.
| WorldTeams (18)- Deceuninck-Quick Step - Lotto Soudal - CCC Team - AG2R La Mondiale - Bora-hansgrohe - Team Jumbo-Visma - Movistar Team - Mitchelton-Scott - Astana - Bahrain-Merida - EF Education First - Groupama-FDJ - Dimension Data - Katusha-Alpecin - Sky - Team Sunweb - Trek-Segafredo - UAE Team Emirates Professional continental teams (7)- Direct Énergie - Sport Vlaanderen-Baloise - Wallonie Bruxelles - Wanty-Groupe Gobert - Cofidis, Solutions Crédits - Israel Cycling Academy - Roompot-Charles |
| |

### Lista startowa
| Direct Énergie TDE | Direct Énergie TDE     | Direct Énergie TDE |
| ------------------ | ---------------------- | ------------------ |
| Nr                 | Kolarz                 | Miejsce            |
| 1                  | Niki Terpstra (NED)    | 15.                |
| 2                  | Lilian Calmejane (FRA) | 46.                |
| 3                  | Angelo Tulik (FRA)     | DNF                |
| 4                  | Damien Gaudin (FRA)    | DNF                |
| 5                  | Pim Ligthart (NED)     | 83.                |
| 6                  | Alexandre Pichot (FRA) | DNF                |
| 7                  | Anthony Turgis (FRA)   | DNF                |

| Deceuninck-Quick Step DQT | Deceuninck-Quick Step DQT | Deceuninck-Quick Step DQT |
| ------------------------- | ------------------------- | ------------------------- |
| Nr                        | Kolarz                    | Miejsce                   |
| 11                        | Yves Lampaert (BEL)       | 18.                       |
| 12                        | Iljo Keisse (BEL)         | 60.                       |
| 13                        | Philippe Gilbert (BEL)    | 11.                       |
| 14                        | Bob Jungels (LUX)         | 5.                        |
| 15                        | Kasper Asgreen (DEN)      | 48.                       |
| 16                        | Florian Sénéchal (FRA)    | 25.                       |
| 17                        | Zdeněk Štybar (CZE)       | 1.                        |

| Lotto-Soudal LTS | Lotto-Soudal LTS        | Lotto-Soudal LTS |
| ---------------- | ----------------------- | ---------------- |
| Nr               | Kolarz                  | Miejsce          |
| 21               | Tiesj Benoot (BEL)      | 16.              |
| 22               | Jens Keukeleire (BEL)   | 14.              |
| 23               | Stan Dewulf (BEL)       | 36.              |
| 24               | Frederik Frison (BEL)   | DNF              |
| 25               | Nikolas Maes (BEL)      | 29.              |
| 26               | Lawrence Naesen (BEL)   | 71.              |
| 27               | Brian van Goethem (NED) | DNF              |

| CCC Team CPT | CCC Team CPT                   | CCC Team CPT |
| ------------ | ------------------------------ | ------------ |
| Nr           | Kolarz                         | Miejsce      |
| 31           | Greg Van Avermaet (BEL)        | 3.           |
| 32           | Michael Schär (SUI)            | 74.          |
| 33           | Gijs Van Hoecke (BEL)          | DNF          |
| 34           | Nathan Van Hooydonck (BEL)     | 55.          |
| 35           | Guillaume Van Keirsbulck (BEL) | DNF          |
| 36           | Kamil Gradek (POL)             | DNF          |
| 37           | Łukasz Wiśniowski (POL)        | 52.          |

| AG2R La Mondiale ALM | AG2R La Mondiale ALM     | AG2R La Mondiale ALM |
| -------------------- | ------------------------ | -------------------- |
| Nr                   | Kolarz                   | Miejsce              |
| 41                   | Oliver Naesen (BEL)      | 8.                   |
| 42                   | Gediminas Bagdonas (LTU) | DNF                  |
| 43                   | Nico Denz (GER)          | DNF                  |
| 44                   | Silvan Dillier (SUI)     | 38.                  |
| 45                   | Julien Duval (FRA)       | DNF                  |
| 46                   | Dorian Godon (FRA)       | 32.                  |
| 47                   | Stijn Vandenbergh (BEL)  | 35.                  |

| Bora-Hansgrohe BOH | Bora-Hansgrohe BOH        | Bora-Hansgrohe BOH |
| ------------------ | ------------------------- | ------------------ |
| Nr                 | Kolarz                    | Miejsce            |
| 51                 | Peter Sagan (SVK)         | 17.                |
| 52                 | Maciej Bodnar (POL)       | DNF                |
| 53                 | Marcus Burghardt (GER)    | DNF                |
| 54                 | Jean-Pierre Drucker (LUX) | 78.                |
| 55                 | Daniel Oss (ITA)          | 37.                |
| 56                 | Lukas Pöstlberger (AUT)   | 40.                |
| 57                 | Juraj Sagan (SVK)         | DNF                |

| Team Jumbo-Visma TJV | Team Jumbo-Visma TJV        | Team Jumbo-Visma TJV |
| -------------------- | --------------------------- | -------------------- |
| Nr                   | Kolarz                      | Miejsce              |
| 61                   | Wout van Aert (BEL)         | 2.                   |
| 62                   | Amund Grøndahl Jansen (NOR) | 45.                  |
| 63                   | Pascal Eenkhoorn (NED)      | 77.                  |
| 64                   | Mike Teunissen (NED)        | 51.                  |
| 65                   | Taco van der Hoorn (NED)    | 97.                  |
| 66                   | Danny van Poppel (NED)      | 33.                  |
| 67                   | Maarten Wynants (BEL)       | 86.                  |

| Movistar Team MOV | Movistar Team MOV      | Movistar Team MOV |
| ----------------- | ---------------------- | ----------------- |
| Nr                | Kolarz                 | Miejsce           |
| 71                | Jürgen Roelandts (BEL) | DNF               |
| 72                | Jorge Arcas (ESP)      | 69.               |
| 73                | Carlos Barbero (ESP)   | 26.               |
| 74                | Héctor Carretero (ESP) | DNF               |
| 75                | Jaime Castrillo (ESP)  | 81.               |
| 76                | Eduard Prades (ESP)    | 41.               |
| 77                | Jasha Sütterlin (GER)  | 9.                |

| Mitchelton-Scott MTS | Mitchelton-Scott MTS          | Mitchelton-Scott MTS |
| -------------------- | ----------------------------- | -------------------- |
| Nr                   | Kolarz                        | Miejsce              |
| 81                   | Matteo Trentin (ITA)          | 7.                   |
| 82                   | Jack Bauer (NZL)              | 50.                  |
| 83                   | Luka Mezgec (SLO)             | DNF                  |
| 84                   | Edoardo Affini (ITA)          | DNF                  |
| 85                   | Michael Hepburn (AUS)         | 94.                  |
| 86                   | Christopher Juul-Jensen (DEN) | 57.                  |
| 87                   | Callum Scotson (AUS)          | DNF                  |

| Astana AST | Astana AST                | Astana AST |
| ---------- | ------------------------- | ---------- |
| Nr         | Kolarz                    | Miejsce    |
| 91         | Davide Ballerini (ITA)    | DNF        |
| 92         | Żandos Biżygitow (KAZ)    | DNF        |
| 93         | Laurens De Vreese (BEL)   | 44.        |
| 94         | Jewgienij Gidicz (KAZ)    | DNF        |
| 95         | Dmitrij Gruzdiew (KAZ)    | DNF        |
| 96         | Hugo Houle (CAN)          | 53.        |
| 97         | Magnus Cort Nielsen (DEN) | 20.        |

| Bahrain-Merida TBM | Bahrain-Merida TBM        | Bahrain-Merida TBM |
| ------------------ | ------------------------- | ------------------ |
| Nr                 | Kolarz                    | Miejsce            |
| 101                | Sonny Colbrelli (ITA)     | 13.                |
| 102                | Iván García Cortina (ESP) | 23.                |
| 103                | Heinrich Haussler (AUS)   | 59.                |
| 104                | Kristijan Koren (SLO)     | 63.                |
| 105                | Matej Mohorič (SLO)       | 27.                |
| 106                | Luka Pibernik (SLO)       | 62.                |
| 107                | Jan Tratnik (SLO)         | DNF                |

| EF Education First EF1 | EF Education First EF1    | EF Education First EF1 |
| ---------------------- | ------------------------- | ---------------------- |
| Nr                     | Kolarz                    | Miejsce                |
| 111                    | Sep Vanmarcke (BEL)       | DNF                    |
| 112                    | Alberto Bettiol (ITA)     | 4.                     |
| 113                    | Mitchell Docker (AUS)     | DNF                    |
| 114                    | Moreno Hofland (NED)      | DNF                    |
| 115                    | Sebastian Langeveld (NED) | 12.                    |
| 116                    | Logan Owen (USA)          | DNF                    |
| 117                    | Thomas Scully (NZL)       | 98.                    |

| Groupama-FDJ GFC | Groupama-FDJ GFC          | Groupama-FDJ GFC |
| ---------------- | ------------------------- | ---------------- |
| Nr               | Kolarz                    | Miejsce          |
| 121              | Arnaud Démare (FRA)       | 34.              |
| 122              | Jacopo Guarnieri (ITA)    | DNF              |
| 123              | Ignatas Konovalovas (LTU) | DNF              |
| 124              | Stefan Küng (SUI)         | 56.              |
| 125              | Olivier Le Gac (FRA)      | DNF              |
| 126              | Miles Scotson (AUS)       | 87.              |
| 127              | Ramon Sinkeldam (NED)     | DNF              |

| Dimension Data TDD | Dimension Data TDD         | Dimension Data TDD |
| ------------------ | -------------------------- | ------------------ |
| Nr                 | Kolarz                     | Miejsce            |
| 131                | Edvald Boasson Hagen (NOR) | DNF                |
| 132                | Rasmus Tiller (NOR)        | 96.                |
| 133                | Bernhard Eisel (AUT)       | DNF                |
| 134                | Michael Valgren (DEN)      | 39.                |
| 135                | Jay Robert Thomson (RSA)   | DNF                |
| 136                | Jacobus Venter (RSA)       | DNF                |
| 137                | Julien Vermote (BEL)       | 64.                |

| Katusha-Alpecin TKA | Katusha-Alpecin TKA        | Katusha-Alpecin TKA |
| ------------------- | -------------------------- | ------------------- |
| Nr                  | Kolarz                     | Miejsce             |
| 141                 | Willie Smit (RSA)          | DNF                 |
| 142                 | Jenthe Biermans (BEL)      | DNF                 |
| 143                 | Marco Haller (AUT)         | 19.                 |
| 144                 | Reto Hollenstein (SUI)     | 30.                 |
| 145                 | Wiaczesław Kuzniecow (RUS) | 65.                 |
| 146                 | Nils Politt (GER)          | 6.                  |
| 147                 | Mads Würtz Schmidt (DEN)   | DNF                 |

| Team Sky SKY | Team Sky SKY              | Team Sky SKY |
| ------------ | ------------------------- | ------------ |
| Nr           | Kolarz                    | Miejsce      |
| 151          | Gianni Moscon (ITA)       | 79.          |
| 152          | Leonardo Basso (ITA)      | DNF          |
| 153          | Owain Doull (GBR)         | DNF          |
| 154          | Filippo Ganna (ITA)       | 91.          |
| 155          | Luke Rowe (GBR)           | 54.          |
| 156          | Ian Stannard (GBR)        | 90.          |
| 157          | Christopher Lawless (GBR) | DNF          |

| Team Sunweb SUN | Team Sunweb SUN              | Team Sunweb SUN |
| --------------- | ---------------------------- | --------------- |
| Nr              | Kolarz                       | Miejsce         |
| 161             | Chad Haga (USA)              | DNF             |
| 162             | Marc Hirschi (SUI)           | 10.             |
| 163             | Roy Curvers (NED)            | DNF             |
| 164             | Asbjørn Kragh Andersen (DEN) | DNF             |
| 165             | Søren Kragh Andersen (DEN)   | DNF             |
| 166             | Florian Stork (GER)          | DNF             |
| 167             | Max Walscheid (GER)          | 89.             |

| Trek-Segafredo TFS | Trek-Segafredo TFS   | Trek-Segafredo TFS |
| ------------------ | -------------------- | ------------------ |
| Nr                 | Kolarz               | Miejsce            |
| 171                | Jasper Stuyven (BEL) | 58.                |
| 172                | John Degenkolb (GER) | 22.                |
| 173                | Alex Kirsch (LUX)    | DNF                |
| 174                | Alex Frame (NZL)     | DNF                |
| 175                | Mads Pedersen (DEN)  | DNF                |
| 176                | Koen de Kort (NED)   | 76.                |
| 177                | Edward Theuns (BEL)  | 61.                |

| UAE Team Emirates UAD | UAE Team Emirates UAD      | UAE Team Emirates UAD |
| --------------------- | -------------------------- | --------------------- |
| Nr                    | Kolarz                     | Miejsce               |
| 181                   | Alexander Kristoff (NOR)   | 21.                   |
| 182                   | Jasper Philipsen (BEL)     | DNF                   |
| 183                   | Sven Erik Bystrøm (NOR)    | 47.                   |
| 184                   | Marco Marcato (ITA)        | 99.                   |
| 185                   | Vegard Stake Laengen (NOR) | DNF                   |
| 186                   | Tom Bohli (SUI)            | DNF                   |
| 187                   | Ivo Oliveira (POR)         | DNF                   |

| Sport Vlaanderen-Baloise SVB | Sport Vlaanderen-Baloise SVB | Sport Vlaanderen-Baloise SVB |
| ---------------------------- | ---------------------------- | ---------------------------- |
| Nr                           | Kolarz                       | Miejsce                      |
| 191                          | Piet Allegaert (BEL)         | DNF                          |
| 192                          | Lindsay De Vylder (BEL)      | DNF                          |
| 193                          | Benjamin Declercq (BEL)      | 82.                          |
| 194                          | Robbe Ghys (BEL)             | DNF                          |
| 195                          | Emiel Planckaert (BEL)       | DNF                          |
| 196                          | Thomas Sprengers (BEL)       | 49.                          |
| 197                          | Dries Van Gestel (BEL)       | 31.                          |

| Wallonie Bruxelles WVA | Wallonie Bruxelles WVA    | Wallonie Bruxelles WVA |
| ---------------------- | ------------------------- | ---------------------- |
| Nr                     | Kolarz                    | Miejsce                |
| 201                    | Justin Jules (FRA)        | DNF                    |
| 202                    | Mathijs Paasschens (NED)  | 84.                    |
| 203                    | Tom Wirtgen (LUX)         | 43.                    |
| 204                    | Aksel Nõmmela (EST)       | 75.                    |
| 205                    | Baptiste Planckaert (BEL) | 24.                    |
| 206                    | Lukas Spengler (SUI)      | DNF                    |
| 207                    | Lionel Taminiaux (BEL)    | 73.                    |

| Wanty-Gobert WGG | Wanty-Gobert WGG        | Wanty-Gobert WGG |
| ---------------- | ----------------------- | ---------------- |
| Nr               | Kolarz                  | Miejsce          |
| 211              | Frederik Backaert (BEL) | 42.              |
| 212              | Aimé De Gendt (BEL)     | DNF              |
| 213              | Ludwig De Winter (BEL)  | 95.              |
| 214              | Tom Devriendt (BEL)     | DNF              |
| 215              | Jérôme Baugnies (BEL)   | DNF              |
| 216              | Andrea Pasqualon (ITA)  | 92.              |
| 217              | Loïc Vliegen (BEL)      | DNF              |

| Cofidis, Solutions Crédits COF | Cofidis, Solutions Crédits COF | Cofidis, Solutions Crédits COF |
| ------------------------------ | ------------------------------ | ------------------------------ |
| Nr                             | Kolarz                         | Miejsce                        |
| 221                            | Christophe Laporte (FRA)       | DNF                            |
| 222                            | Filippo Fortin (ITA)           | DNF                            |
| 223                            | Cyril Lemoine (FRA)            | DNF                            |
| 224                            | Kenneth Vanbilsen (BEL)        | 70.                            |
| 225                            | Bert Van Lerberghe (BEL)       | DNF                            |
| 226                            | Damien Touzé (FRA)             | 68.                            |
| 227                            | Zico Waeytens (BEL)            | 85.                            |

| Israel Cycling Academy ICA | Israel Cycling Academy ICA | Israel Cycling Academy ICA |
| -------------------------- | -------------------------- | -------------------------- |
| Nr                         | Kolarz                     | Miejsce                    |
| 231                        | Guillaume Boivin (CAN)     | 80.                        |
| 232                        | Zakkari Dempster (AUS)     | DNF                        |
| 233                        | Conor Dunne (IRL)          | 67.                        |
| 234                        | Sondre Holst Enger (NOR)   | DNF                        |
| 235                        | Ro’i Goldstein (ISR)       | DNF                        |
| 236                        | Mihkel Räim (EST)          | 72.                        |
| 237                        | Tom Van Asbroeck (BEL)     | 28.                        |

| Roompot-Charles ROC | Roompot-Charles ROC        | Roompot-Charles ROC |
| ------------------- | -------------------------- | ------------------- |
| Nr                  | Kolarz                     | Miejsce             |
| 241                 | Lars Boom (NED)            | 93.                 |
| 242                 | Jesper Asselman (NED)      | DNF                 |
| 243                 | Senne Leysen (BEL)         | 88.                 |
| 244                 | Justin Timmermans (NED)    | DNF                 |
| 245                 | Stijn Steels (BEL)         | 66.                 |
| 246                 | Sjoerd van Ginneken (NED)  | DNF                 |
| 247                 | Jan-Willem van Schip (NED) | DNF                 |

| Direct Énergie TDE | Direct Énergie TDE     | Direct Énergie TDE |
| ------------------ | ---------------------- | ------------------ |
| Nr                 | Kolarz                 | Miejsce            |
| 1                  | Niki Terpstra (NED)    | 15.                |
| 2                  | Lilian Calmejane (FRA) | 46.                |
| 3                  | Angelo Tulik (FRA)     | DNF                |
| 4                  | Damien Gaudin (FRA)    | DNF                |
| 5                  | Pim Ligthart (NED)     | 83.                |
| 6                  | Alexandre Pichot (FRA) | DNF                |
| 7                  | Anthony Turgis (FRA)   | DNF                |

| Deceuninck-Quick Step DQT | Deceuninck-Quick Step DQT | Deceuninck-Quick Step DQT |
| ------------------------- | ------------------------- | ------------------------- |
| Nr                        | Kolarz                    | Miejsce                   |
| 11                        | Yves Lampaert (BEL)       | 18.                       |
| 12                        | Iljo Keisse (BEL)         | 60.                       |
| 13                        | Philippe Gilbert (BEL)    | 11.                       |
| 14                        | Bob Jungels (LUX)         | 5.                        |
| 15                        | Kasper Asgreen (DEN)      | 48.                       |
| 16                        | Florian Sénéchal (FRA)    | 25.                       |
| 17                        | Zdeněk Štybar (CZE)       | 1.                        |

| Lotto-Soudal LTS | Lotto-Soudal LTS        | Lotto-Soudal LTS |
| ---------------- | ----------------------- | ---------------- |
| Nr               | Kolarz                  | Miejsce          |
| 21               | Tiesj Benoot (BEL)      | 16.              |
| 22               | Jens Keukeleire (BEL)   | 14.              |
| 23               | Stan Dewulf (BEL)       | 36.              |
| 24               | Frederik Frison (BEL)   | DNF              |
| 25               | Nikolas Maes (BEL)      | 29.              |
| 26               | Lawrence Naesen (BEL)   | 71.              |
| 27               | Brian van Goethem (NED) | DNF              |

| CCC Team CPT | CCC Team CPT                   | CCC Team CPT |
| ------------ | ------------------------------ | ------------ |
| Nr           | Kolarz                         | Miejsce      |
| 31           | Greg Van Avermaet (BEL)        | 3.           |
| 32           | Michael Schär (SUI)            | 74.          |
| 33           | Gijs Van Hoecke (BEL)          | DNF          |
| 34           | Nathan Van Hooydonck (BEL)     | 55.          |
| 35           | Guillaume Van Keirsbulck (BEL) | DNF          |
| 36           | Kamil Gradek (POL)             | DNF          |
| 37           | Łukasz Wiśniowski (POL)        | 52.          |

| AG2R La Mondiale ALM | AG2R La Mondiale ALM     | AG2R La Mondiale ALM |
| -------------------- | ------------------------ | -------------------- |
| Nr                   | Kolarz                   | Miejsce              |
| 41                   | Oliver Naesen (BEL)      | 8.                   |
| 42                   | Gediminas Bagdonas (LTU) | DNF                  |
| 43                   | Nico Denz (GER)          | DNF                  |
| 44                   | Silvan Dillier (SUI)     | 38.                  |
| 45                   | Julien Duval (FRA)       | DNF                  |
| 46                   | Dorian Godon (FRA)       | 32.                  |
| 47                   | Stijn Vandenbergh (BEL)  | 35.                  |

| Bora-Hansgrohe BOH | Bora-Hansgrohe BOH        | Bora-Hansgrohe BOH |
| ------------------ | ------------------------- | ------------------ |
| Nr                 | Kolarz                    | Miejsce            |
| 51                 | Peter Sagan (SVK)         | 17.                |
| 52                 | Maciej Bodnar (POL)       | DNF                |
| 53                 | Marcus Burghardt (GER)    | DNF                |
| 54                 | Jean-Pierre Drucker (LUX) | 78.                |
| 55                 | Daniel Oss (ITA)          | 37.                |
| 56                 | Lukas Pöstlberger (AUT)   | 40.                |
| 57                 | Juraj Sagan (SVK)         | DNF                |

| Team Jumbo-Visma TJV | Team Jumbo-Visma TJV        | Team Jumbo-Visma TJV |
| -------------------- | --------------------------- | -------------------- |
| Nr                   | Kolarz                      | Miejsce              |
| 61                   | Wout van Aert (BEL)         | 2.                   |
| 62                   | Amund Grøndahl Jansen (NOR) | 45.                  |
| 63                   | Pascal Eenkhoorn (NED)      | 77.                  |
| 64                   | Mike Teunissen (NED)        | 51.                  |
| 65                   | Taco van der Hoorn (NED)    | 97.                  |
| 66                   | Danny van Poppel (NED)      | 33.                  |
| 67                   | Maarten Wynants (BEL)       | 86.                  |

| Movistar Team MOV | Movistar Team MOV      | Movistar Team MOV |
| ----------------- | ---------------------- | ----------------- |
| Nr                | Kolarz                 | Miejsce           |
| 71                | Jürgen Roelandts (BEL) | DNF               |
| 72                | Jorge Arcas (ESP)      | 69.               |
| 73                | Carlos Barbero (ESP)   | 26.               |
| 74                | Héctor Carretero (ESP) | DNF               |
| 75                | Jaime Castrillo (ESP)  | 81.               |
| 76                | Eduard Prades (ESP)    | 41.               |
| 77                | Jasha Sütterlin (GER)  | 9.                |

| Mitchelton-Scott MTS | Mitchelton-Scott MTS          | Mitchelton-Scott MTS |
| -------------------- | ----------------------------- | -------------------- |
| Nr                   | Kolarz                        | Miejsce              |
| 81                   | Matteo Trentin (ITA)          | 7.                   |
| 82                   | Jack Bauer (NZL)              | 50.                  |
| 83                   | Luka Mezgec (SLO)             | DNF                  |
| 84                   | Edoardo Affini (ITA)          | DNF                  |
| 85                   | Michael Hepburn (AUS)         | 94.                  |
| 86                   | Christopher Juul-Jensen (DEN) | 57.                  |
| 87                   | Callum Scotson (AUS)          | DNF                  |

| Astana AST | Astana AST                | Astana AST |
| ---------- | ------------------------- | ---------- |
| Nr         | Kolarz                    | Miejsce    |
| 91         | Davide Ballerini (ITA)    | DNF        |
| 92         | Żandos Biżygitow (KAZ)    | DNF        |
| 93         | Laurens De Vreese (BEL)   | 44.        |
| 94         | Jewgienij Gidicz (KAZ)    | DNF        |
| 95         | Dmitrij Gruzdiew (KAZ)    | DNF        |
| 96         | Hugo Houle (CAN)          | 53.        |
| 97         | Magnus Cort Nielsen (DEN) | 20.        |

| Bahrain-Merida TBM | Bahrain-Merida TBM        | Bahrain-Merida TBM |
| ------------------ | ------------------------- | ------------------ |
| Nr                 | Kolarz                    | Miejsce            |
| 101                | Sonny Colbrelli (ITA)     | 13.                |
| 102                | Iván García Cortina (ESP) | 23.                |
| 103                | Heinrich Haussler (AUS)   | 59.                |
| 104                | Kristijan Koren (SLO)     | 63.                |
| 105                | Matej Mohorič (SLO)       | 27.                |
| 106                | Luka Pibernik (SLO)       | 62.                |
| 107                | Jan Tratnik (SLO)         | DNF                |

| EF Education First EF1 | EF Education First EF1    | EF Education First EF1 |
| ---------------------- | ------------------------- | ---------------------- |
| Nr                     | Kolarz                    | Miejsce                |
| 111                    | Sep Vanmarcke (BEL)       | DNF                    |
| 112                    | Alberto Bettiol (ITA)     | 4.                     |
| 113                    | Mitchell Docker (AUS)     | DNF                    |
| 114                    | Moreno Hofland (NED)      | DNF                    |
| 115                    | Sebastian Langeveld (NED) | 12.                    |
| 116                    | Logan Owen (USA)          | DNF                    |
| 117                    | Thomas Scully (NZL)       | 98.                    |

| Groupama-FDJ GFC | Groupama-FDJ GFC          | Groupama-FDJ GFC |
| ---------------- | ------------------------- | ---------------- |
| Nr               | Kolarz                    | Miejsce          |
| 121              | Arnaud Démare (FRA)       | 34.              |
| 122              | Jacopo Guarnieri (ITA)    | DNF              |
| 123              | Ignatas Konovalovas (LTU) | DNF              |
| 124              | Stefan Küng (SUI)         | 56.              |
| 125              | Olivier Le Gac (FRA)      | DNF              |
| 126              | Miles Scotson (AUS)       | 87.              |
| 127              | Ramon Sinkeldam (NED)     | DNF              |

| Dimension Data TDD | Dimension Data TDD         | Dimension Data TDD |
| ------------------ | -------------------------- | ------------------ |
| Nr                 | Kolarz                     | Miejsce            |
| 131                | Edvald Boasson Hagen (NOR) | DNF                |
| 132                | Rasmus Tiller (NOR)        | 96.                |
| 133                | Bernhard Eisel (AUT)       | DNF                |
| 134                | Michael Valgren (DEN)      | 39.                |
| 135                | Jay Robert Thomson (RSA)   | DNF                |
| 136                | Jacobus Venter (RSA)       | DNF                |
| 137                | Julien Vermote (BEL)       | 64.                |

| Katusha-Alpecin TKA | Katusha-Alpecin TKA        | Katusha-Alpecin TKA |
| ------------------- | -------------------------- | ------------------- |
| Nr                  | Kolarz                     | Miejsce             |
| 141                 | Willie Smit (RSA)          | DNF                 |
| 142                 | Jenthe Biermans (BEL)      | DNF                 |
| 143                 | Marco Haller (AUT)         | 19.                 |
| 144                 | Reto Hollenstein (SUI)     | 30.                 |
| 145                 | Wiaczesław Kuzniecow (RUS) | 65.                 |
| 146                 | Nils Politt (GER)          | 6.                  |
| 147                 | Mads Würtz Schmidt (DEN)   | DNF                 |

| Team Sky SKY | Team Sky SKY              | Team Sky SKY |
| ------------ | ------------------------- | ------------ |
| Nr           | Kolarz                    | Miejsce      |
| 151          | Gianni Moscon (ITA)       | 79.          |
| 152          | Leonardo Basso (ITA)      | DNF          |
| 153          | Owain Doull (GBR)         | DNF          |
| 154          | Filippo Ganna (ITA)       | 91.          |
| 155          | Luke Rowe (GBR)           | 54.          |
| 156          | Ian Stannard (GBR)        | 90.          |
| 157          | Christopher Lawless (GBR) | DNF          |

| Team Sunweb SUN | Team Sunweb SUN              | Team Sunweb SUN |
| --------------- | ---------------------------- | --------------- |
| Nr              | Kolarz                       | Miejsce         |
| 161             | Chad Haga (USA)              | DNF             |
| 162             | Marc Hirschi (SUI)           | 10.             |
| 163             | Roy Curvers (NED)            | DNF             |
| 164             | Asbjørn Kragh Andersen (DEN) | DNF             |
| 165             | Søren Kragh Andersen (DEN)   | DNF             |
| 166             | Florian Stork (GER)          | DNF             |
| 167             | Max Walscheid (GER)          | 89.             |

| Trek-Segafredo TFS | Trek-Segafredo TFS   | Trek-Segafredo TFS |
| ------------------ | -------------------- | ------------------ |
| Nr                 | Kolarz               | Miejsce            |
| 171                | Jasper Stuyven (BEL) | 58.                |
| 172                | John Degenkolb (GER) | 22.                |
| 173                | Alex Kirsch (LUX)    | DNF                |
| 174                | Alex Frame (NZL)     | DNF                |
| 175                | Mads Pedersen (DEN)  | DNF                |
| 176                | Koen de Kort (NED)   | 76.                |
| 177                | Edward Theuns (BEL)  | 61.                |

| UAE Team Emirates UAD | UAE Team Emirates UAD      | UAE Team Emirates UAD |
| --------------------- | -------------------------- | --------------------- |
| Nr                    | Kolarz                     | Miejsce               |
| 181                   | Alexander Kristoff (NOR)   | 21.                   |
| 182                   | Jasper Philipsen (BEL)     | DNF                   |
| 183                   | Sven Erik Bystrøm (NOR)    | 47.                   |
| 184                   | Marco Marcato (ITA)        | 99.                   |
| 185                   | Vegard Stake Laengen (NOR) | DNF                   |
| 186                   | Tom Bohli (SUI)            | DNF                   |
| 187                   | Ivo Oliveira (POR)         | DNF                   |

| Sport Vlaanderen-Baloise SVB | Sport Vlaanderen-Baloise SVB | Sport Vlaanderen-Baloise SVB |
| ---------------------------- | ---------------------------- | ---------------------------- |
| Nr                           | Kolarz                       | Miejsce                      |
| 191                          | Piet Allegaert (BEL)         | DNF                          |
| 192                          | Lindsay De Vylder (BEL)      | DNF                          |
| 193                          | Benjamin Declercq (BEL)      | 82.                          |
| 194                          | Robbe Ghys (BEL)             | DNF                          |
| 195                          | Emiel Planckaert (BEL)       | DNF                          |
| 196                          | Thomas Sprengers (BEL)       | 49.                          |
| 197                          | Dries Van Gestel (BEL)       | 31.                          |

| Wallonie Bruxelles WVA | Wallonie Bruxelles WVA    | Wallonie Bruxelles WVA |
| ---------------------- | ------------------------- | ---------------------- |
| Nr                     | Kolarz                    | Miejsce                |
| 201                    | Justin Jules (FRA)        | DNF                    |
| 202                    | Mathijs Paasschens (NED)  | 84.                    |
| 203                    | Tom Wirtgen (LUX)         | 43.                    |
| 204                    | Aksel Nõmmela (EST)       | 75.                    |
| 205                    | Baptiste Planckaert (BEL) | 24.                    |
| 206                    | Lukas Spengler (SUI)      | DNF                    |
| 207                    | Lionel Taminiaux (BEL)    | 73.                    |

| Wanty-Gobert WGG | Wanty-Gobert WGG        | Wanty-Gobert WGG |
| ---------------- | ----------------------- | ---------------- |
| Nr               | Kolarz                  | Miejsce          |
| 211              | Frederik Backaert (BEL) | 42.              |
| 212              | Aimé De Gendt (BEL)     | DNF              |
| 213              | Ludwig De Winter (BEL)  | 95.              |
| 214              | Tom Devriendt (BEL)     | DNF              |
| 215              | Jérôme Baugnies (BEL)   | DNF              |
| 216              | Andrea Pasqualon (ITA)  | 92.              |
| 217              | Loïc Vliegen (BEL)      | DNF              |

| Cofidis, Solutions Crédits COF | Cofidis, Solutions Crédits COF | Cofidis, Solutions Crédits COF |
| ------------------------------ | ------------------------------ | ------------------------------ |
| Nr                             | Kolarz                         | Miejsce                        |
| 221                            | Christophe Laporte (FRA)       | DNF                            |
| 222                            | Filippo Fortin (ITA)           | DNF                            |
| 223                            | Cyril Lemoine (FRA)            | DNF                            |
| 224                            | Kenneth Vanbilsen (BEL)        | 70.                            |
| 225                            | Bert Van Lerberghe (BEL)       | DNF                            |
| 226                            | Damien Touzé (FRA)             | 68.                            |
| 227                            | Zico Waeytens (BEL)            | 85.                            |

| Israel Cycling Academy ICA | Israel Cycling Academy ICA | Israel Cycling Academy ICA |
| -------------------------- | -------------------------- | -------------------------- |
| Nr                         | Kolarz                     | Miejsce                    |
| 231                        | Guillaume Boivin (CAN)     | 80.                        |
| 232                        | Zakkari Dempster (AUS)     | DNF                        |
| 233                        | Conor Dunne (IRL)          | 67.                        |
| 234                        | Sondre Holst Enger (NOR)   | DNF                        |
| 235                        | Ro’i Goldstein (ISR)       | DNF                        |
| 236                        | Mihkel Räim (EST)          | 72.                        |
| 237                        | Tom Van Asbroeck (BEL)     | 28.                        |

| Roompot-Charles ROC | Roompot-Charles ROC        | Roompot-Charles ROC |
| ------------------- | -------------------------- | ------------------- |
| Nr                  | Kolarz                     | Miejsce             |
| 241                 | Lars Boom (NED)            | 93.                 |
| 242                 | Jesper Asselman (NED)      | DNF                 |
| 243                 | Senne Leysen (BEL)         | 88.                 |
| 244                 | Justin Timmermans (NED)    | DNF                 |
| 245                 | Stijn Steels (BEL)         | 66.                 |
| 246                 | Sjoerd van Ginneken (NED)  | DNF                 |
| 247                 | Jan-Willem van Schip (NED) | DNF                 |

## Klasyfikacja generalna
| \| Klasyfikacja generalna \| Klasyfikacja generalna \| Klasyfikacja generalna \| Klasyfikacja generalna \| Klasyfikacja generalna \| \| Kolarz \| Kolarz \| Państwo \| Drużyna \| Czas \| \| ---------------------- \| ---------------------- \| ---------------------- \| ---------------------- \| ---------------------- \| \| 1. \| Zdeněk Štybar \| Czechy \| Deceuninck-Quick Step \| 4h 46' 05" \| \| 2. \| Wout van Aert \| Belgia \| Team Jumbo-Visma \| + 0" \| \| 3. \| Greg Van Avermaet \| Belgia \| CCC Team \| + 0" \| \| 4. \| Alberto Bettiol \| Włochy \| EF Education First \| + 0" \| \| 5. \| Bob Jungels \| Luksemburg \| Deceuninck-Quick Step \| + 3" \| \| 6. \| Nils Politt \| Niemcy \| Katusha-Alpecin \| + 1' 04" \| \| 7. \| Matteo Trentin \| Włochy \| Mitchelton-Scott \| + 1' 04" \| \| 8. \| Oliver Naesen \| Belgia \| AG2R La Mondiale \| + 1' 04" \| \| 9. \| Jasha Sütterlin \| Niemcy \| Movistar Team \| + 1' 04" \| \| 10. \| Marc Hirschi \| Szwajcaria \| Team Sunweb \| + 1' 04" \| |                   |            |                       |            |
| |                   |            |                       |            |
| Źródło: ProCyclingStats |                   |            |                       |            |
| Klasyfikacja generalna |                   |            |                       |            |
| Kolarz | Kolarz            | Państwo    | Drużyna               | Czas       |
| 1. | Zdeněk Štybar     | Czechy     | Deceuninck-Quick Step | 4h 46' 05" |
| 2. | Wout van Aert     | Belgia     | Team Jumbo-Visma      | + 0"       |
| 3. | Greg Van Avermaet | Belgia     | CCC Team              | + 0"       |
| 4. | Alberto Bettiol   | Włochy     | EF Education First    | + 0"       |
| 5. | Bob Jungels       | Luksemburg | Deceuninck-Quick Step | + 3"       |
| 6. | Nils Politt       | Niemcy     | Katusha-Alpecin       | + 1' 04"   |
| 7. | Matteo Trentin    | Włochy     | Mitchelton-Scott      | + 1' 04"   |
| 8. | Oliver Naesen     | Belgia     | AG2R La Mondiale      | + 1' 04"   |
| 9. | Jasha Sütterlin   | Niemcy     | Movistar Team         | + 1' 04"   |
| 10. | Marc Hirschi      | Szwajcaria | Team Sunweb           | + 1' 04"   |